# Osek (powiat Písek)
Osek – miejscowość i gmina (obec) w Czechach, w kraju południowoczeskim, w powiecie Písek. W 2022 roku liczyła 130 mieszkańców.